# Захаровка (посёлок, Волгоградская область)
Захаровка — пристанционный посёлок в Ольховском районе Волгоградской области, в составе Солодчинского сельского поселения.

## География
Посёлок расположен примерно в 1,8 км восточнее реки Иловля

## История
Основан как посёлок железнодорожных рабочих, обслуживавших разъезд Захаровка на линии Саратов I — Иловля II Волгоградского отделения Приволжской железной дороги. Линия Саратов I — Иловля II (также известная как Волжская рокада) построена в прифронтовых условиях в 1942 году. Платформа названа по расположенному на противоположном берегу Иловли селу Захаровка.
На момент основания населённый пункт относился к Солодчинскому району Сталинградской области (с 1961 года — Волгоградской области). В 1963 году Солодчинский район был упразднён, посёлок включен в состав Фроловского района. В 1965 году передан Иловлинскому району. В составе Ольховского района — с 1966 года.
В связи с завершением в 2007 году прокладки вторых путей на всем протяжении Волжской рокады от Сызрани до Волгограда необходимость разъезда в Захаровке отпала. Путевое развитие ликвидировано. На официальной схеме обращения пригородных поездов по Волгоградскому региону Приволжской железной дороги Захаровка отсутствует.

## Население
| 2010 |
| ---- |
| 0    |

Динамика численности населения
| 1987 | 2002 |
| ---- | ---- |
| ≈10  | 0    |